# 本多道純
本多 道純（ほんだ みちずみ、1861年7月9日（文久元年6月2日） - 1915年（大正4年）3月11日）は、日本の陸軍軍人。最終階級は陸軍中将・正四位・勲一等・功四級。

## 経歴
江戸出身。1880年（明治13年）1月に陸軍士官学校（旧5期）に入校。1882年12月25日に卒業し、陸軍騎兵少尉に任官。
日清戦争に第4師団騎兵第4大隊長として出征。1898年（明治31年）10月、騎兵第4連隊長に就任。1900年（明治33年）4月、陸軍省軍務局騎兵課長に転じ、1901年（明治34年）11月、騎兵大佐に昇進。1903年（明治36年）6月、騎兵第16連隊長に発令され日露戦争に従軍。
1906年（明治39年）2月、陸軍少将に進み騎兵第1旅団長に就任。騎兵第3旅団長を経て、1911年（明治44年）6月、軍馬補充部本部長となる。1912年（大正元年）9月、陸軍中将に昇進し、1913年（大正2年）8月に待命となる。1914年（大正3年）5月、予備役に編入された。

## 栄典
位階
- 1885年（明治18年）10月31日 - 従七位[1]
- 1891年（明治24年）12月28日 - 正七位[2]
- 1895年（明治28年）1月21日 - 従六位[3]
- 1898年（明治31年）10月31日 - 正六位[4]
- 1902年（明治35年）2月20日 - 従五位[5]
- 1906年（明治39年）4月10日 - 正五位[6]
- 1911年（明治44年）4月21日 - 従四位[7]
- 1914年（大正3年）6月10日 - 正四位[8]

勲章等
- 1889年（明治22年）11月29日 - 大日本帝国憲法発布記念章[9]
- 1895年（明治28年）
  - 5月23日 - 勲六等瑞宝章[10]
  - 11月18日 - 明治二十七八年従軍記章[11]
- 1901年（明治34年）12月28日 - 勲三等瑞宝章[12]
- 1902年（明治35年）5月10日 - 明治三十三年従軍記章[13]
- 1906年（明治39年）4月1日 - 功四級金鵄勲章・旭日中綬章、明治三十七八年従軍記章[14]
- 1910年（明治43年）5月20日 - 勲二等瑞宝章[15]
- 1915年（大正4年）3月11日 - 勲一等旭日大綬章・大正三四年従軍記章[16]・戦捷記章[17]